# بطولة المملكة للبلوت
بطولة البلوت (بالإنجليزية:Baloot Championship) بطولة بلوت سعودية ولقد أقيمت أول بطولة رسمية للعبة على كأس الهيئة العامة للرياضة في مدينة الرياض في الفترة من 4 - 8 أبريل 2018. وأقيمت منافسات أول يوم في مركز أبكس للمؤتمرات والصالات الخضراء في مجمع الأمير فيصل بن فهد الأولمبي بالعاصمة الرياض، حيث توزع المشاركون هناك. هي إحدى المبادرات التي سبق إعلان تنظيمها من قِبل رئيس مجلس إدارة الهيئة العامة للرياضة، رئيس اللجنة الأولمبية العربية السعودية، تركي بن عبد المحسن آل الشيخ. تشهد البطولة تواجدا لعدد من المشاهير من دعاة ورياضيين وشعراء، منهم الشيخ عادل الكلباني، ويوسف الثنيان، ومحمد الدعيع، وفهد الهريفي، والشاعر طلال الرشيد الملقب ب (العطيب) عضو شرف النصر، والشاعر ياسر التويجري. يذكر أن لعبة البلوت تحظى بشعبية جارفة بين أوساط الشباب الخليجي، والسعودي والكويتي على وجه التحديد، وتعرف بالكويت بالجنجفة، وتعتبر اللعبة الأولى في المجالس والاستراحات، حيث تحتل المرتبة الأولى بين ألعاب الورقة الأخرى، ويقضي الشباب السعودي في مختلف مناطق المملكة غالبية وقته في لعب «البلوت» التي تعتمد على قوانين متعددة، لكن هذه القوانين تختلف بشكل طفيف بين المنطقة الوسطى والشرقية والغربية والجنوبية والشمالية.

## الخلفية
بدأت اللعبة في الانتشار قبل قرابة الأربعة عقود في الخليج العربي، ولا يعرف حتى الآن سبب تسميتها بهذا الاسم لكنها تنحدر من الأراضي الفرنسية للتشابه الكبير بين قوانين لعبة «البلوت» الفرنسية والخليجية، وهناك من يذهب إلى أنها لعبة صينية الأصل، وآخرون يؤكدون أنها هندية، بيد أنها اللعبة الشعبية الأولى في الخليج مستوحاة بشكل مطابق لـ«البلوت» الفرنسية التي بدأت هناك في القرن الرابع عشر.
ولا يقتصر لعب «البلوت» على فئة الشباب وهناك من كبار السن من يعشق اللعب، وحتى الفتيات السعوديات منهن من يجيد اللعب بشكل احترافي وسهل لهن اللعب، عدد من التطبيقات على الهواتف الذكية التي تشهد إقبالا كبيرا من السعوديين والخليجيين.
نظم السعوديون عددا من البطولات الخاصة بهذه اللعبة في السنوات الماضية لشعبيتها الجارفة، ومن أبرز هذه المسابقات التي نظمتها أمانة المنطقة الشرقية قبل ثلاث سنوات وشارك فيها قرابة الـ400 لاعب، واستمرت البطولة المقامة في ليالي شهر رمضان المبارك لمدة 11 ليلة احتضنها نادي النهضة بمدينة الدمام، وجاء تنظيم بطولة «البلوت» كما نظمت بلدية النعيرية خلال مهرجان الربيع بطولة ضمت مائتي فريق، وشهدت هذه البطولة تنافسا حميما بين جميع اللاعبين.
امتدت بطولات «البلوت» إلى خارج الحدود، حيث نضم نادي الطلبة السعوديين في العاصمة الألمانية برلين بطولة خاصة بهذه اللعبة للطلبة المبتعثين هناك، كما تنظم من فترة إلى أخرى في العاصمة السعودية الرياض بطولات عدة في مقاه متخصصة في اللعبة.

## القوانين العامة للعبة
تخضع اللعبة لعدد من القوانين، بداية من وجود أربعة لاعبين مقسمين على فريقين، وهو الشرط الأساسي لبداية اللعبة التي توزع فيها 32 ورقة ولكل لاعب ثماني أوراق، بداية بثلاث أوراق في الدورة الأولى وورقتين في الدورة الثانية، ويتم الشراء قبل توزيع الثلاث أوراق الأخيرة، على أن يكشف اللاعب الذي يقوم بالتوزيع ورقة على أرض الملعب، تكون من نصيب المشتري، ويتناوب اللاعبون على توزيع الورق، وتكون اللعبة بنظامين هما «الصن» و«الحكم» والأول أقوى من الثاني.
بعد الشراء يعلن كل لاعب عن مشروعه قبل أن يرمي على أرض الملعب ورقته الأولى، ويعتبر مشروع «400» أكبر المشروعات ولا يحق للفريق الخصم كشف مشروعاته الأقل.
وهناك طريقة حسابية للعبة، يفوز من يصل إلى الرقم 152، من خلال المكاسب التي تحصل عليها الفريق و«الصن» توزع فيه الحسبة على «26» والحكم على «16» وتضاف قيمة المشروعات، وتحسب الأربعمائة في الصن 40. والمائة 20 والخمسون 10 والسرا 4 ونصف هذه القيمة في الحكم، ولكن لا تحسب الأربعمائة في الحكم وتعتبر مائة، وتسجل الخسارة على الفريق المشتري حينما لا تتجاوز حسبة أوراقه أكثر من نصف القيمة «26» في الصن أو «16» في الحكم.

## المشاركة والتحكيم والجوائز لبطولة المملكة للبلوت
سيحصل صاحب المركز الأول على جائزة مالية قدرها 500 ألف ريال «133.3 ألف دولار»، في حين سيحصل صاحب المركز الثاني على جائزة مالية قدرها 250 ألف ريال «66.6 ألف دولار»، وسينال صاحب المركز الثالث على مبلغ 150 ألف ريال «40 ألف دولار»، فيما سيتحصل صاحب المركز الرابع على جائزة مالية قدرها مائة ألف ريال «26.6 ألف دولار». يشارك في البطولة 12288 لاعباً، تم اختيارهم بنظام القرعة الإلكترونية العشوائية، من أصل ما يزيد على 85 ألف مسجل، سيتنافسون فيما بينهم في المقرَّين المعدَّين للعب، حيث سيتنافس 4112 لاعباً في مركز «أبكس» للمؤتمرات والمعارض الذي يحتوي على 128 طاولة، فيما سيخوض 8192 لاعباً غمار التحدي في الصالة الخضراء التي تضم 256 طاولة من الساعة 4.00 عصراً إلى 12.00 ليلاً.
يشارك في إدارة المباريات تحكيمياً 414 حكماً، خضعوا إلى دورات تدريبية مكثفة لتوضيح قوانين اللعبة المعتمدة في هذه البطولة.

### النتائج النهائية للبطولة
توج تركي آل الشيخ رئيس الهيئة العامة للرياضة، الثنائي بدر وماجد أبو حيمد بلقب بطولة المملكة للبلوت على كأس الهيئة العامة للرياضة وجائزة نصف المليون ريال، وذلك بعد تغلبهما في المباراة الختامية على سعود وحسين العنزي اللذين نالا جائزة المركز الثاني البالغة 250 ألف ريال.
وحل ثالثًا الفريق المكون من نواف المطيري وسعود الزهراني وحققا جائزة بلغت قيمتها 150 ألف ريال وجاء رابعًا نواف العتيبي وعبيد الشيباني ونالا مبلغ 100 ألف ريال.
وأُقيمت على هامش المباراة النهائية، مواجهة ودية بالبلوت جمعت تركي آل الشيخ وسامي الجابر وضم الفريق الثاني ماجد عبد الله ومحمد نور

## مشاركة الكلباني
ظهر الداعية والقارئ المعروف عادل الكلباني، بشكل مختلف للدعاة، عندما حضر افتتاح بطولة المملكة للبلوت وكذلك مشاركته في البطولة.
واظهرت صور متداولة لعادل الكلباني وهو على طاولة لعب البلوت. واللعبة تشهد جدلا فقهيا حيث كان بعض العلماء يحرمونها لما فيها من الصور أو الإلهاء واشغال الناس عن اشياء ضرورية. كسر الكلباني حاجز تحرج البعض خصوصا من جانب الدعاة من لعبة البلوت، وظهر امام الملأ ليشارك بهذه اللعبة، كما نشر الأربعاء صورة له عبر حسابه الرسمي تويتر، أثناء زيارته للبطولة.

## مفارقات
في ظل المفارقات الطريفة التي وقعت في بطولة المملكة للبلوت، التي أطلقتها الهيئة العامة للرياضة يوم الأربعاء، شهدت منافسات تأهل المواطن كايد بن صالح المحيني الذي يبلغ 85 عاما، مع ابنه صالح إلى الأدوار النهائية في البطولة.